# Костёл Иоанна Крестителя (Львов)
Костёл Иоа́нна Крести́теля — один из старейших архитектурных памятников Львова (Украина). Расположен на площади Старый Рынок, 3.

## История
По архивным данным костёл появился не ранее середины XIV века. Самый старый документ, относящийся к костёл св. Иоа́нна родилась в 1371 году и рассказывает о том, чтобы передать деревню армянским религиозным деятелям, работающим в костёле. Исследования выявили под наслоениями штукатурки готическую, так называемую крестовую кладку, характерную для XIV—XV веков.  С 1375 года сообщение о киевском епископе Якубе, который проживает в армянском монастыре при костёла св. Иоа́нна. Эти данные указывают на то, что костёл, вероятно, был основан между 1363 и 1371 годами. Полукруглые арки на фасадах (реконструированные в 1980-х годах по модели предыдущих) также указывают на связь между церковью и армянской архитектурой. Кроме того, на одном из ударов восточного фасада сохранился армянский обетский крест, имеющий аналогию с армянским собором во Львове. Указанные документы также подтверждают свидетельство о рождении XIV века, подтвержденное архитектурными исследованиями. Костёл находилась за пределами городских стен в армянском квартале.
В 1415 году территория костёла, населенной армянами, была преобразована в юридику, которую Владислав Ягелло перевел на армянский закон. В 1427 году армянские монахи из монастыря св. Николай в Феодосия обратился к папе с просьбой о возвращении храма св. Иоа́нна, которого они считали своей собственностью. В XVII веке еврейское население стало селиться вокруг костёла.
Сначала костёл был однонефным, 6 на 8 метров с гранёной апсидой. Архитектура здания изменена многочисленными перестройками. В XVII—XVIII веке к нему пристроили боковые часовни, которые придали плану крестообразную форму. В 1800 году произошёл пожар, и до 1836 храм пустовал. В 1887 проведена новая реставрация, и архитектор Юлиан Захаревич придал храму неороманский стиль. Подворье окружено кирпичной оградой с трёхарочной колокольней.
В конце 1980-х годы силами Львовского филиала института «Укрзападпроектреставрация» проведена реконструкция здания. В процессе исследований реставраторы восстановили первоначальный вид каменного храма. В частности, было обнаружено много элементов готики, что дало основание некоторым авторам говорить о готическом характере сооружения. В ходе реконструкции сохранен неороманский передний фасад храма, спроектированный Захаревичем, а остальным сооружениям «возвращен первоначальный вид». Неороманский забор храма заменили современным.
В костёле Иоанна Крестителя ныне размещается Музей древнейших памятников Львова (отделением Львовской галереи искусств). Решение о создании приняты на основании археологических исследований, в результате которых выявлено, что на этом месте существовало славянское поселение ещё задолго до основания Львова. В экспозиции музея представлены археологические находки, образцы изобразительного искусства, церковные реликвии и исторические документы, которые дают представление о культуре, ремеслах и быте населения во времена создания и становление Львова. Ценнейшим экспонатом музея является икона середины XIV века «Львовская Богородица».